# Selva di Val Gardena
Selva di Val Gardena, németül: Wolkenstein in Gröden, ladin nyelven Sëlva település Olaszországban, Dél-Tirolban. Lakosainak száma 2602 fő (2023. január 1.). Selva di Val Gardena Badia, Campitello di Fassa, Canazei, Corvara in Badia, San Martino in Badia és Santa Cristina Valgardena községekkel határos.

## Népesség
A település népességének változása:
| Lakosok száma | 2613 | 2621 | 2602 |
|               | 2016 | 2018 | 2023 |